# Лејк Норман ов Катоба (Северна Каролина)
Лејк Норман ов Катоба (енгл. Lake Norman of Catawba) насељено је место без административног статуса у америчкој савезној држави Северна Каролина.

## Демографија
По попису из 2010. године број становника је 7.411, што је 2.667 (56,2%) становника више него 2000. године.
| Група             | 2000.         | 2010.         |
| Белци             | 4.596 (96,9%) | 6.945 (93,7%) |
| Афроамериканци    | 62 (1,3%)     | 182 (2,5%)    |
| Азијати           | 9 (0,2%)      | 51 (0,7%)     |
| Хиспаноамериканци | 33 (0,7%)     | 149 (2,0%)    |
| Укупно            | 4.744         | 7.411         |